# Мак
Мак (лат. Papáver) — род травянистых растений семейства Маковые (Papaveraceae).

## Ботаническое описание
Однолетние, двулетние и многолетние травы, обычно с развитым стеблем, реже бесстебельные. Растения выделяют млечный сок, белый, жёлтый или оранжевый.
Листья обычно единожды- или дважды-трижды-перисто-рассечённые, голые или чаще волосисто-щетинистые.
Цветки крупные, одиночные, как правило, красного цвета (реже встречаются белые или жёлтые), на длинных цветоносах, или (у бесстебельных видов) цветоножках, без прицветников, у некоторых видов — в метельчатом соцветии. Тычинки обычно многочисленные, с тонкими или вверху булавовидно расширенными нитями; пыльники от округлых до линейных, изредка с головчатым придатком на связнике. Завязь из 3—22 плодолистиков, чаще всего 4—10. Цветки опыляются насекомыми, у некоторых видов возможно самоопыление.
Плод — коробочка, коротко-цилиндрическая, булавовидная, продолговатая, обратнояйцевидная или шаровидная, сидячая или внезапно суженная в короткую ножку, одногнёздная; плаценты вдаются внутрь в виде тонких пластинок; сверху прикрытая пирамидальным, выпуклым или плоским диском, противуплацентные лучи которого соединены обычно плёнчатой или кожистой мембраной в монолитный диск. Открывание коробочки происходит порами, непосредственно под диском. Семена мелкие, ячеисто-сетчатые, без придатка. Созревшие семена выбрасываются на большое расстояние в результате резкого лопанья коробочки. Также они могут высыпаться на ветру из отверстий коробочки, как соль из солонки.

## Распространение и экология
Мак встречается в умеренной, субтропической и реже в холодных зонах. 
Большинство маков растёт в засушливых местах — степях, полупустынях, пустынях, сухих каменистых склонах гор.
В России и ближнем зарубежье насчитывается около 75 видов, преимущественно на Кавказе и в Средней Азии.
Наиболее распространённые виды — Мак самосейка (Papaver rhoeas L.), растущий как сорняк на полях и при дорогах, Мак восточный (Papaver orientale L.) — в лесном и субальпийских поясах гор южной части Закавказья, Мак голостебельный (Papaver nudicaule L.) — в степях Алтая, Восточной Сибири и Средней Азии.

## Значение и применение
Издревле мак выращивали как декоративное растение. Маковое семя используется в кондитерских изделиях, им посыпают выпечку, а также добавляют его в тесто. Из семян этого растения изготовляют также техническое масло, пригодное для производства маргарина.
Во многих странах на протяжении тысячелетий культивируют Мак снотворный, или опийный (Papaver somniferum L.). Из его незрелых коробочек получают опиум — загустевший млечный сок, из которого выделяют морфин и кодеин, служащие для изготовления медицинских болеутоляющих, снотворных препаратов (папаверин и др.) и наркотиков. Опиум можно получить только вручную, чем и объясняется его высокая стоимость. Привычка курить опиум распространилась в Средние века в мусульманских странах Малой Азии. Появление такой традиции связано с тем, что мусульманская традиция запрещает употреблять алкоголь, и курение опиума в какой-то мере заменяло верующим вино. Из Малой Азии опиум проник дальше на Восток. Главным потребителем опиума стал Китай. В 1820 г. китайское правительство запретило ввоз опиума. Но Англия, ввозившая опиум в восточные страны и получавшая от этого большую прибыль, развязала войну, получившую название «опиумной». Проигравший в этой войне Китай вынужден был снова разрешить ввоз опиума. В результате в Китае курение опиума носило массовый характер.
Мак снотворный возделывают главным образом в Китае, Индии, Малой Азии, Средней Азии, Афганистане. Для получения масла мак опийный выращивается в более северных районах. Алкалоиды опия содержатся, по-видимому, и в других видах мака.
| Производство семян мака в тоннах. Данные за 2004—2005 год Данные FAOSTAT (FAO) База данных FAO, 14 ноября 2006 г. |           |       |           |       |
| Чехия | 54 821,00 | 62 %  | 36 418,00 | 53 %  |
| Турция | 16 000,00 | 18 %  | 16 000,00 | 23 %  |
| Франция | 5 500,00  | 6 %   | 5 500,00  | 8 %   |
| Германия | 2 700,00  | 3 %   | 2 700,00  | 4 %   |
| Венгрия | 1 700,00  | 2 %   | 1 700,00  | 2 %   |
| Австрия | 1 395,00  | 2 %   | 1 400,00  | 2 %   |
| Румыния | 1 400,00  | 2 %   | 1 400,00  | 2 %   |
| Нидерланды | 1 500,00  | 2 %   | 1 300,00  | 2 %   |
| Палестинская автономия                                                                                            | 2 400,00  | 3 %   | 1 000,00  | 1 %   |
| Сербия и Черногория                                                                                               | 650       | 1 %   | 650       | 1 %   |
| Другие страны | 485       | 1 %   | 485       | 1 %   |
| Всего | 88 551,00 | 100 % | 68 553,00 | 100 % |

Некоторые виды рода Мак являются излюбленными декоративными растениями. Выведены разнообразные садовые формы.

### Запрет выращивания
В России с 2004 года запрещено возделывать «Опийный мак (растение вида Papaver somniferum L.) и другие виды мака рода Papaver, содержащие наркотические вещества», для чего предусмотрена статья 231 УК РФ.

## Виды
Согласно современным представлениям, в роду Мак насчитывается более 50 видов:
- Papaver aculeatum Thunb.
- Papaver alboroseum Hulten — Мак белорозовый
- Papaver alpinum L. — Мак альпийский
- Papaver ambiguum Popov
- Papaver amurense (N.Busch) N.Busch ex Tolm.
- Papaver apulum Ten.
- Papaver arenarium M.Bieb. — Мак песчаный
- Papaver argemone L. — Мак аргемона
- Papaver armeniacum (L.) Lam. — Мак армянский
- Papaver atlanticum (Ball) Coss. — Мак атлантический
- Papaver belangeri Boiss.
- Papaver bracteatum Lindl. — Мак прицветниковый
- Papaver californicum A.Gray
- Papaver canescens Tolm.
  - [syn.  Papaver pseudocanescens Popov — Мак ложносероватый]
- Papaver chibinense N.Semen.
- Papaver czekanowskii Tolm.
- Papaver dahlianum Nordh.
- Papaver dubium L. — Мак сомнительный
- Papaver glaucum Boiss. & Hausskn. — Мак сизый
- Papaver guerlekense Stapf
- Papaver hybridum L. — Мак гибридный
- Papaver labradoricum (Fedde) Solstad & Elven
- Papaver laestadianum Nordh.
- Papaver langeanum Tolm.
- Papaver lapeyrousianum Gutermann ex Greuter & Burdet
- Papaver lapponicum (Tolm.) Nordh. — Мак лапландский
- Papaver lasiothrix Fedde
- Papaver lateritium K.Koch
- Papaver leiocarpum Popov
- Papaver lujaurense N.Semen.
- Papaver mcconellii Hultén
- Papaver nudicaule L. — Мак голостебельный
- Papaver ochotense Tolm.
- Papaver orientale L. — Мак восточный
- Papaver pavoninum Fisch. & C.A.Mey. — Мак павлиний
- Papaver persicum Lindl. — Мак персидский
- Papaver pinnatifidum Moris
- Papaver popovii Sipliv.
- Papaver pseudo-orientale (Fedde) Medw. — Мак ложновосточный
- Papaver purpureomarginatum Kadereit
- Papaver pygmaeum Rydb.
- Papaver radicatum Rottb. — Мак полярный
- Papaver rhoeas L. — Мак самосейка
  - [syn.  Papaver commutatum Fisch. & C.A.Mey. — Мак спутанный]
- Papaver rubro-aurantiacum Lundstr. — Мак оранжево-красный
- Papaver rupifragum Boiss. & Reut.
- Papaver schamurinii V.V.Petrovsky
- Papaver setosum Pesckhova
- Papaver somniferum L. typus[9] — Мак снотворный, или Мак опийный
- Papaver tolmachevii N.Semen.
- Papaver walpolei A.E.Porsild — Мак Уэлпола

Ряд опубликованных названий видов рода Мак имеют неопределённый статус:
- Papaver chakassicum Peschkova — Мак хакасский
- Papaver humile Fedde
- Papaver kuvajevii Schaulo & Sonnikova — Мак Куваева
- Papaver macounii Greene
- Papaver macrostomum Boiss. & A.Huet — Мак крупнокоробочный
- Papaver monanthum Trautv. — Мак одноцветковый
- Papaver oreophilum Rupr. — Мак горный
- Papaver persicum Lindl. — Мак персидский
- Papaver pilosum Sm.
- Papaver schinzianum Fedde
- Papaver spicatum Boiss. & Balansa
- Papaver umbonatum Boiss.

## В культуре
Мак занимает особое место в балканской и славянской мифо-ритуальных традициях. У большинства народов этот цветок связывался с символикой сна и смерти; в мифологии греков мак — атрибут Гипноса, бога сна, и Нюкты, персонифицированной Ночи. Он же был одним из символов Деметры, богини земледелия, одно из прозвищ которой звучит как Мекона — «маковая» (Мекон, буквально: «мак» — имя её мифического возлюбленного): благодаря своей чрезвычайной плодовитости этот цветок в фольклорных преданиях и ритуалах нередко ассоциировался с плодородием. В то же время этот атрибут намекает на связь богини с миром мёртвых: она — олицетворение Матери-Земли, порождающей всё живое и принимающей в себя умерших, мать Персефоны, владычицы подземного мира. У римлян считалось, что мак посвящён Церере (аналог Деметры), поскольку он растёт среди злаков. Во многих легендах мак нередко ассоциируется с невинно пролитой кровью: существует поверье, что первые маки выросли из капель крови распятого Христа. У многих древних народов мак — символ траура и скорби.

### Красные маки как символ памяти о павших на войне
В 1915 году, во время Первой мировой войны, канадский военный врач Джон Маккрей написал ставшее широко известным стихотворение На полях Фландрии, начинавшееся такими строками:

Оригинальный текст (англ.)
In Flanders fields the poppies blow
Between the crosses, row on row,
That mark our place…

Всюду маки свечами печали горят
На войной опалённых фландрийских полях,
Между мрачных крестов, что рядами стоят,
В тех местах, где недавно закопан наш прах
— перевод А. Яро
В 1915 году, вдохновлённая этими стихами, американский профессор Мойна Михаель ответила своим собственным стихотворением:

Мы вспоминаем красные маки,
В полях что растут — доблести знаки,
Будто кричат небесам о крови
Героев, что вечно будут живы.

Потом ей в голову пришла идея носить красные маки на День поминовения в честь тех, кто погиб во время войны. Она была первой, кто носил их, она продавала маки сотрудникам и друзьям, а деньги шли на благотворительность. Позже мадам Гуерин из Франции, побывав в США, начала делать искусственные маки и продавать их в пользу детей-сирот и овдовевших женщин. В 1921 году Франко-Американская лига детей продавала маки в помощь осиротевшим в войне во Франции и Бельгии. Эта традиция распространилась и на другие страны, в частности, Великобританию.
В 1944 году по горячим следам сражения за Монте-Кассино, Италия, где большую роль сыграл польский пехотный корпус, была написана песня "Красные маки на Монте-Кассино", музыка Альфреда Шютца, слова Феликса Конарского. 

Краснеют маки на Монте-Кассино
От кровавой росы опьянев.
Шли поляки, и смерть их косила,
Но сильнее, чем смерть, был их гнев.
— перевод Ирины Поляковой
Сейчас в некоторых странах в День перемирия существует традиция ношения бутоньерок в виде красных маков на лацкане пиджака, в петлице или на другой верхней одежде. Это знак уважения к павшим в Первой и Второй мировых войнах. Деньги, вырученные от продажи этих цветков, идут на поддержание ветеранов различных войн и членов их семей.